# 실증주의

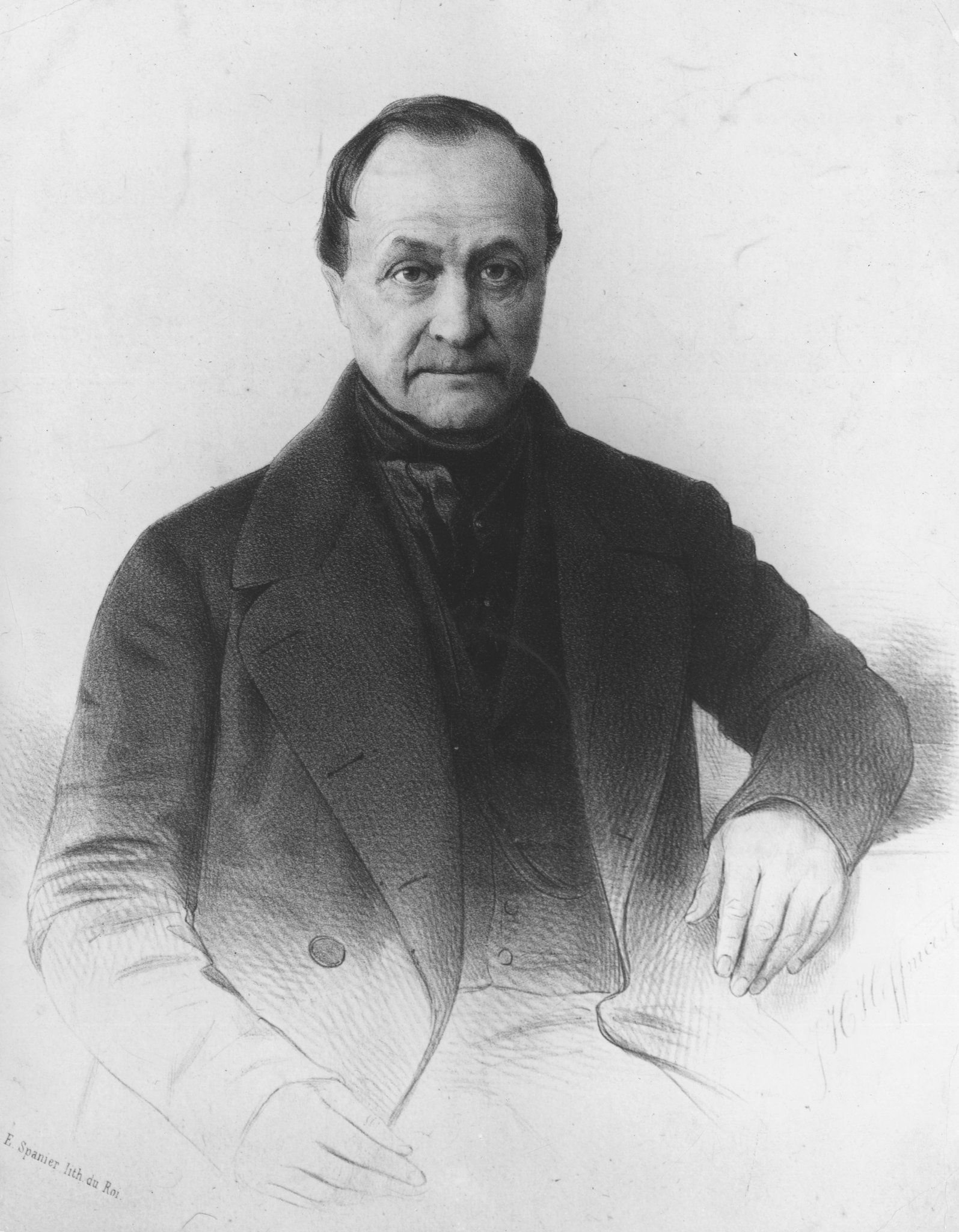
오귀스트 콩트 (1798~1857)

실증주의(實證主義, 영어: positivism)는 감각 경험과 실증적 검증에 기반을 둔 것만이 확실한 지식이라고 보는 인식론적 관점이자 과학 철학이다. 프랑스 대혁명으로 촉발된 19세기 유럽의 정치 사회적인 대혼란을 종식시키고자 제시되었으며, 신의 섭리라든가 하는 신학적이며 초월적이고 형이상학적인 것들을 배격하고 관찰이나 실험 등으로 검증 가능한 지식만을 인정하고자 하는 태도와 방법론이다. 고유한 의미에서는 19세기 후반 콩트(Auguste Comte, 1798~1857)를 중심으로 서유럽에서 나타난 철학의 한 경향을 가리킨다.
어떤 사실이나 현상의 배후에 초월적인 존재나 형이상학적인 원인을 상정하는 것에 반대하고, 경험적으로 주어진 사실에 인식의 대상을 제한한다. 그리고 사실들 간에 성립하는 관계들을 있는 그대로 관찰하여 그 자체로 해명하려고 했다.
실증주의적 접근법은 '고대 그리스 시대부터 오늘날까지 서구 사상사에서 논의가 되풀이되던 주제'였고, 11세기 알하이탐의 《광학서》에서도 등장하며, 19세기 초에 콩트에 이르러 이 개념이 더욱 발전하였다. 콩트는 라플라스와 같은 계몽주의 사상가에게서 비롯된 과학 철학의 접근법을 취하여 과학적 방법이 사상사에서 형이상학을 대체한다고 보았으며, 과학의 이론과 관찰이 서로 의지한다고 보았다. 사회학의 실증주의는 나중에 뒤르켐이 사회 조사의 기초로 확대하였다. 20세기에 접어들어 베버와 지멜을 비롯한 독일 사회학자들이 실증주의 독트린의 엄격한 요소를 거부하며 반실증주의 사회학을 제시하였다.
20세기 초 논리 실증주의(콩트의 기본 테제를 엄격하게 한 형태이지만 대체로 이와 별개의 사상 조류이다)가 빈에서 발흥하여 영미권 철학과 해석적 전통의 주류를 차지하였다. 논리 실증주의(혹은 '신실증주의')는 형이상학적 추론을 버리고, 진술과 명제를 순수한 논리로 환원하였다. 심리학에서는 베이컨과 마흐에게서 비롯되어 여러 방식에서 논리 실증주의와 갈라진 실증주의적인 접근법을 스키너가 《유기체의 행동》에서 제시하였다.
실증주의적 관점은 '과학주의'와 연관이 있는데, 과학주의란 자연 과학의 방법이 철학과 사회 과학과 같은 모든 탐구 영역에 적용될 수 있다는 관점이다. 대부분의 사회 과학자들과 역사가들은 논리 실증주의에 흥미를 잃은 지 오래다. 오늘날 사회 과학과 물리 과학의 연구자들은 관찰자의 편견과 구조적 제한의 왜곡 효과를 인식한다. 쿤과 같은 철학자들에 의해 연역적 방법이 약화되면서 이러한 비판이 가능해졌고, 비판적 사실주의나 신실용주의와 같은 철학 조류가 나타났다. 실증주의는 과학과 기술을 통한 사회 진보가 필연적이라고 믿는 '기술 관료'의 지지를 받았다. 하버마스는 과학적 사고가 이념 자체와 유사해졌다는 점에서 순수한 도구적 이성을 비판하였다.

## 같이 보기
- 오귀스트 콩트
- 클로드 생시몽